# Markus Kuffner
Markus Kuffner (ur. 11 lutego 1984 w Vilshofen an der Donau) – niemiecki wioślarz.

## Osiągnięcia
- Mistrzostwa Świata Juniorów – Troki 2002 – jedynka – 7. miejsce[1].
- Mistrzostwa Świata U-23 – Amsterdam 2005 – czwórka podwójna – 4. miejsce[1].
- Mistrzostwa Świata U-23 – Hazewinkel 2006 – dwójka podwójna – 6. miejsce[1].
- Mistrzostwa Europy – Ateny 2008 – czwórka podwójna  – 2. miejsce[1].